# バルチャー氷河 (アメリカ合衆国・モンタナ州)
バルチャー氷河（Vulture Glacier）とは、北アメリカ大陸の西部の存在する、氷河の1つである。

## 概要
北緯48度49分36秒、西経114度01分20秒付近に存在する。ここは、アメリカ合衆国のモンタナ州の北西の隅、カナダとの国境の近くに当たる。
バルチャー氷河は山岳氷河（Mountain glacier）に分類され、おおよそ標高2400m付近に存在する。
バルチャー氷河は縮小を続けている氷河であり、1966年から2005年の間に、この氷河の面積は半分未満になってしまった。なお、2005年現在のバルチャー氷河の面積は、約0.31km2であった。以降もこの氷河は後退中である。